# Japec Jakopin
Japec Jakopin, slovenski industrijski oblikovalec, * 19. april 1951, Brežice. 
Skupaj z bratom Jernejem vodi podjetje za oblikovanje plovil J&J Design, s sedežem v Ljubljani, ki sta ga ustanovila leta 1983. Jakopin je najbolj znan kot snovalec jadrnic in motornih plovil za prosti čas.

## Zgodnja in šolska leta, akademska pot
Jakopin se je rodil leta 1951 v Brežicah. Družina je takrat živela v bližnjem Leskovcu pri Krškem.
Japec se je začel potapljati, ko je bil star šest let, pri trinajstih pa se je že naučil jadrati. Pri desetih letih je nastopil v celovečernem filmu Ti loviš studia Triglav film. Od leta 1964 do 1972 je tekmoval v skokih vodo pri Plavalnem klubu Ljubljana. Leta 1964 je dosegel 2. mesto na prvenstvu Slovenije in 3. mesto na prvenstvu Jugoslavije (pionirji, do 15 let), leta 1965 je zmagal na obeh prvenstvih, v letih 1967 in 1968 pa je zmagal na obeh prvenstvih v mladinski konkurenci (do 18 let, v obeh disciplinah: skokih s 3 m deske in z 10 m stolpa). Leta 1972 je zmagal na prvenstvu Jugoslavije v skokih z 10 m stolpa.
Po diplomi na Medicinski fakulteti Univerze v Ljubljani leta 1974 je nadaljeval svojo poklicno pot na fakultetnem Inštitutu za fiziologijo in v Univerzitetnem kliničnem centru, na Oddelku za intenzivno interno medicino. Leta 1977 je magistriral iz kardiologije, tema so bili problemi, povezani z motnjami srcnega ritma, tudi pri prostem potapljanju, leta 1980 je doktoriral, leta 1981 pa pridobil še naziv specialist kardiolog. Leta 1983 se je umaknil z akademske (in medicinske) poklicne poti, zaradi nestrinjanja z vmešavanjem politike v izobraževalni sistem.

## Oblikovanje plovil
V svojih študijskih letih je Jakopin spoznal murtersko šolo gradnje lesenih bark na otoku Pašmanu, in se pozneje z Arnetom Hodaličem in Matjažem Prijateljem lotil samogradnje bark iz kompozitnih materialov. Z Arnetom Hodaličem sta vodila čartersko bazo jadrnic v Punatu na otoku Krku. Leta 1975 je kot član posadke prejadral Atlantik. Po odhodu iz medicinske stroke je Japec leta 1983 skupaj z mlajšim bratom Jernejem ustanovil J&J Design, studio za izdelavo načrtov plovil.
Leta 1983 sta za tovarno športne opreme Elan v Begunjah zasnovala jadrnico Elan 31, sledile so Elan 19, 43, 33 in 35, ter 35 Power. Med letoma 1983 in 1987 je Elan prodal 940 jadrnic Elan 31 in izvedenke 33, prodaja navtičnega oddelka se je povečala z 2 milijonov DEM na 32 milijonov DEM.
Leta 1987 se je Japec Jakopin zaposlil kot vodja trženja in prodaje pri francoskem izdelovalcu jadrnic in motornih čolnov Jeanneau, kjer je ostal do leta 1990. V tem času je podjetje J&J Design nadaljevalo z izdelovanjem načrtov za plovila podjetja Jeanneau in več drugih evropskih navtičnih ladjedelnic.

## Razširitev v razvoj prototipov za izdelovalce plovil
Leta 1989 sta brata Jakopin na Bledu ustanovila podjetje Seaway, da bi razširila dejavnost studia J&J Design na inženiring, izdelavo orodij in prototipov za proizvajalce plovil za prosti čas. Do leta 2000 je Seaway postal edino neodvisno podjetje zunaj večjih proizvajalcev plovil, ki je lahko sodelovalo v celotnem razvojnem procesu - od zasnove do prototipa in končnih kalupov, njegov prihodek pa je narasel na 6,6 milijona evrov letno.
Leta 2014 Seawayu ni primanjkovalo naročil za čolne, vendar je dolgotrajen kreditni krč po svetovni finančni krizi leta 2008 okrnil nadaljnjo proizvodnjo in leta 2015 sta oba oddelka družbe prenehali s poslovanjem.

## Ponovna ustanovitev J&J Design
Medtem sta brata Jakopin spet ustanovila J&J Design kot neodvisno podjetje, del podjetja Seaway, ki je izdeloval plovila (družini Greenline in Shipman) pa je prevzelo podjetje SVP Yachts z Vladimirjem Zinčenkom na čelu. J&J Design še naprej riše načrte in izdeluje inženiring za plovila od 20 do 80 čevljev dolžine svetovnim proizvajalcem motornih čolnov in jadrnic, tudi proizvajalcu družine Greenline, podjetju SVP Yachts.
Leta 2023 je bil Jakopin, skupaj s Shannon Jamieson Vasquez sourednik knjige Forty Years of J&J Design Studio / 1983 - 2023, kjer je predstavljenih 40 let dela studija J&J Design, tudi 40 najpomembnejših projektov podjetja (izmed 361, po njih je bilo po vsem svetu narejenih 70.000 plovil).
Na prireditvi Boat Builder Awards 2024 v Amsterdamu, ki sta ga organizirala RAI Amsterdam in Boat International Media, sta Japec in Jernej Jakopin, ustanovitelja podjetja J&J Design, prejela naziv "Oblikovalec leta" ("Designer of the Year") kot začetnika uporabe karbonskih vlaken in hibridnega pogona ter njunega vpliva na znaten del proizvodnje plovil.

## Druge dejavnosti
Jakopin je širil ideje, še posebej na področju hibridnega pogona plovil in okolju prijaznih tehnologij, s predavanji, javnimi predstavitvami in z delom v poklicnih združenjih. V prostem času se ukvarja s prostim potapljanjem. Na svetovnem prvenstvu v tem športu v Kašu (Turčija, 5. do 10. oktober 2021) je osvojil tri prva mesta v kategoriji starejših od 70 let, v disciplinah z monoplavutjo (CWT), vlečenjem ob vrvi (brez plavuti, FIM) in potopu s plavutima (CWTBF). Dosežena globina 75 m v kategoriji CWT BF (konstantna obtežba s plavutima) je bil leta 2021 absolutni državni rekord pri moških. Leta 2021 je imel Jakopin tri svetovne rekorde v navedeni kategoriji, in sicer v razredih z vlečenjem ob vrvi, s plavutima in z monoplavutjo.
Na bazenskem svetovnem prvenstvu v potapljanju na vdih v Beogradu (10. do 16. junij 2022) je dosegel tri zmage in tri svetovne rekorde v kategoriji Masters 70+: v disciplini z dvema plavutima (bifin), v disciplini z monoplavutjo (monofin), in v statiki (zadrževanje diha). V disciplinah monoplavut in statika je bil najboljši tudi med vsemi tekmovalci, starejšimi od 50 let. Leta 2023 je Slovenska potapljaška zveza (SPZ) Jakopinu za dosežke v veteranski kategoriji podelila naziv Najboljši športnik SPZ za leto 2022.
Med Svetovnim prvenstvom CMAS (Svetovne podvodne zveze) v plavanju s plavutmi, ki je bilo 25. in 26. junija 2023 v Kairu, je Jakopin osvojil štiri zlate medalje v kategoriji od 70 do 74 let, in sicer v disciplini plavanje na površini z masko, dihalko in monoplavutjo na 50 metrov (SF), z masko, dihalko in plavutima v slogu kravl na 50 in 100 metrov (BF) ter v plavanju na vdih z monoplavutjo na 50 metrov (AP). Doseženi rezultati na 50 m BF (27,15 s), 100 m BF (1 m 2,78 s) in 50 m AP (21,70 s) so bili svetovni rekordi v tej kategoriji. Na tekmovanju za Sredozemski pokal, od 7. do 10. septembra 2023 v Cefaluju v Italiji je Jakopin v disciplini konstantna obtežitev (CWT) s potopom na 80 m zasedel absolutno 4. mesto, ne glede na starostne skupine. Prav tako leta 2023, med šestim tekmovanjem za svetovni pokal CMAS v potapljanju na vdih na prostem, ki je potekalo od 7. do 15. oktobra 2023 v Kalamati (Grčija), je dosegel dva nova svetovna rekorda v starostni skupini nad 70 let (M5): potop s plavutima s konstantno obtežbo (76 m) in potop z monoplavutjo s konstantno obtežbo (75 m).
Na svetovnem prvenstvu CMAS v potapljanju na vdih na prostem (od 2. do 13. oktobra 2024) v Kalamati v Grčiji je Jakopin osvojil zlate medalje v starostni skupini nad 70 let v disciplinah konstantna obtežitev (CWT), potopu s plavutima s konstantno obtežitvijo (CWTB) in vlečenjem ob vrvi (brez plavuti, FIM) ter postavil nov svetovni rekord (CWTB) za svojo starostno skupino s potopom na 77 m.